# Sant Josep de sa Talaia
Sant Josep de sa Talaia is een gemeente in de Spaanse provincie en regio Balearen met een oppervlakte van 159 km². Sant Josep de Sa Talaia heeft 25.849 inwoners (1 januari 2016). Het ligt op het eiland Ibiza.

## Demografische ontwikkeling

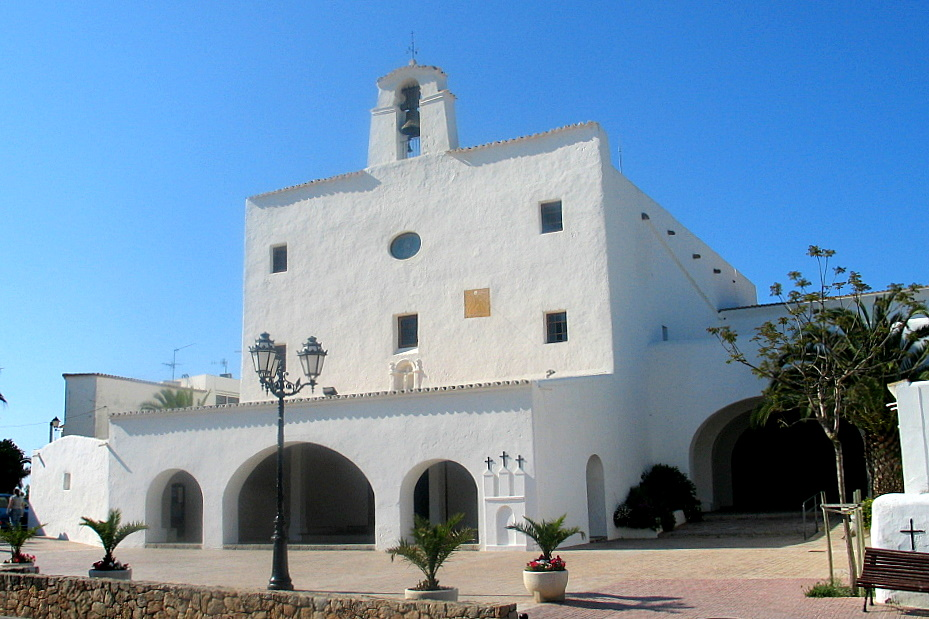
De kerk van Sant Josep

Bron: INE; 1857-2011: volkstellingen
Ibiza-stad · Sant Antoni de Portmany · Sant Joan de Labritja · Sant Josep de sa Talaia · Santa Eulària des Riu